# Stilistika
Stilistika je nauk o slogu in je poleg metrike (meroslovja) ter poetike (nauka o vrstah in oblikah besedne umetnosti) poglavje literarne teorije. Popisuje in raziskuje sredstva umetniškega izražanja in njihovo umetniško funkcijo ter uči dobro pisati in govoriti.
Stilistika je področje na meji med jezikoslovjem in literarno vedo. Proučuje in analizira stil besedila, stil avtorja, stil jezikovnih zvrsti in žanrov. Na Slovenskem so se s stilistiko ukvarjali Silva Trdina, Anton Ocvirk, Jože Toporišič, Tomo Korošec, Breda Pogorelec, Hermina Jug-Kranjec, Franc Zadravec, Marko Stabej. Današnja stilistika ima korenine v ruskem formalizmu in z njim povezani praški šoli (Praški lingvistični krožek) v zgodnjem dvajsetem stoletju. Razvila se je v 2. polovici 19. stoletja, njena predhodinca v antiki pa so bile retorika, poetika in dialogika. Beseda izvira iz lat. stilus ('lesena paličica, s katero so pisali stari Rimljani na povoščene tablice'). Predmet stilistike je bil pisani jezik, z govorjenim jezikom pa se je ukvarjala retorika.
V širšem pomenu pod slogom (življenjski slog) razumemo še druga človekova izrazila: obnašanje, navade, držo, oblačenje itd. Umetniški slog zajema načine izražanja z z barvo, z likom, z zvokom, z besedo. Stilistika se torej ne nanaša le na značilnosti tekstov, ampak na značilnosti, ki so skupne vsem umetnostim. Slovar slovenskega knjižnega jezika definira stil kot to, kar je določeno z izborom in uporabo izraznih, oblikovnih sredstev v posameznem delu ali v več delih.
Pri vsakem tudi najpreprostejšem stavku moramo obvladati tri bistvene stilistične stopnje: 
- iznajdba ali invencija primerne snovi, vsebine ali ideje;
- razporedba ali dispozicija je logična razvrstitev sporočila na uvod, jedro in zaključek;
- obdelava ali elokucija je konkretna artikulacija sporočila.

Jezikoslovna stilistika se začne razvijati na začetku 20. stoletja v okviru ženevsko-francoske jezikoslovne šole. Njen ustanovitelj je bil Charles Bally z delom Stilistika (1909), kjer predlaga njeno osamosvojitev od de Saussureovega jezikoslovja. Ruski formalisti in praška šola sta stilistiko uveljavila v okviru literarne vede. Pesniški jezik sta definirala kot odklon od vsakdanjega jezika.  
Njuna predstavnika sta Viktor Šklovski in Roman Jakobson. Od leta 1950 naprej se je stilistika postopoma osamosvajala od literarne vede. Potem ko je Roman Jakobson v štiridesetih letih emigriral v Ameriko, je na stilistični konferenci leta 1958 združil ruski formalizem in ameriško novo kritiko (predavanje je bilo objavljeno pod naslovovm Jezikoslovje in pesništvo leta 1960). Študij pesniškega jezika je videl kot področje znotraj jezikoslovja, saj je bila pesniška funkcija le ena od šestih splošnih funkcij jezika, ki jih je opisal v predavanju. Začetnik tako imenovane strukturalistične stilistike je Ferdinand de Saussure.

## Pogoji dobrega sloga in slogovne napake
- slovnična pravilnost,
- besedna čistost: vulgarizmi, arhaizmi, barbarizmi, provincializmi,
- natančnost: anahronizem, sinonimija, homonimija,
- uglajenost ali evfonija,
- jasnost: silepsa, hiperebata, zevgma, anakolut,
- jedrnatost: tavtologija, pleonazem,
- lahkotnost,
- naravnost: afektacija, deminutivi, bizarnost, bombastičnost,
- ustreznost.